# Egidio Perfetti

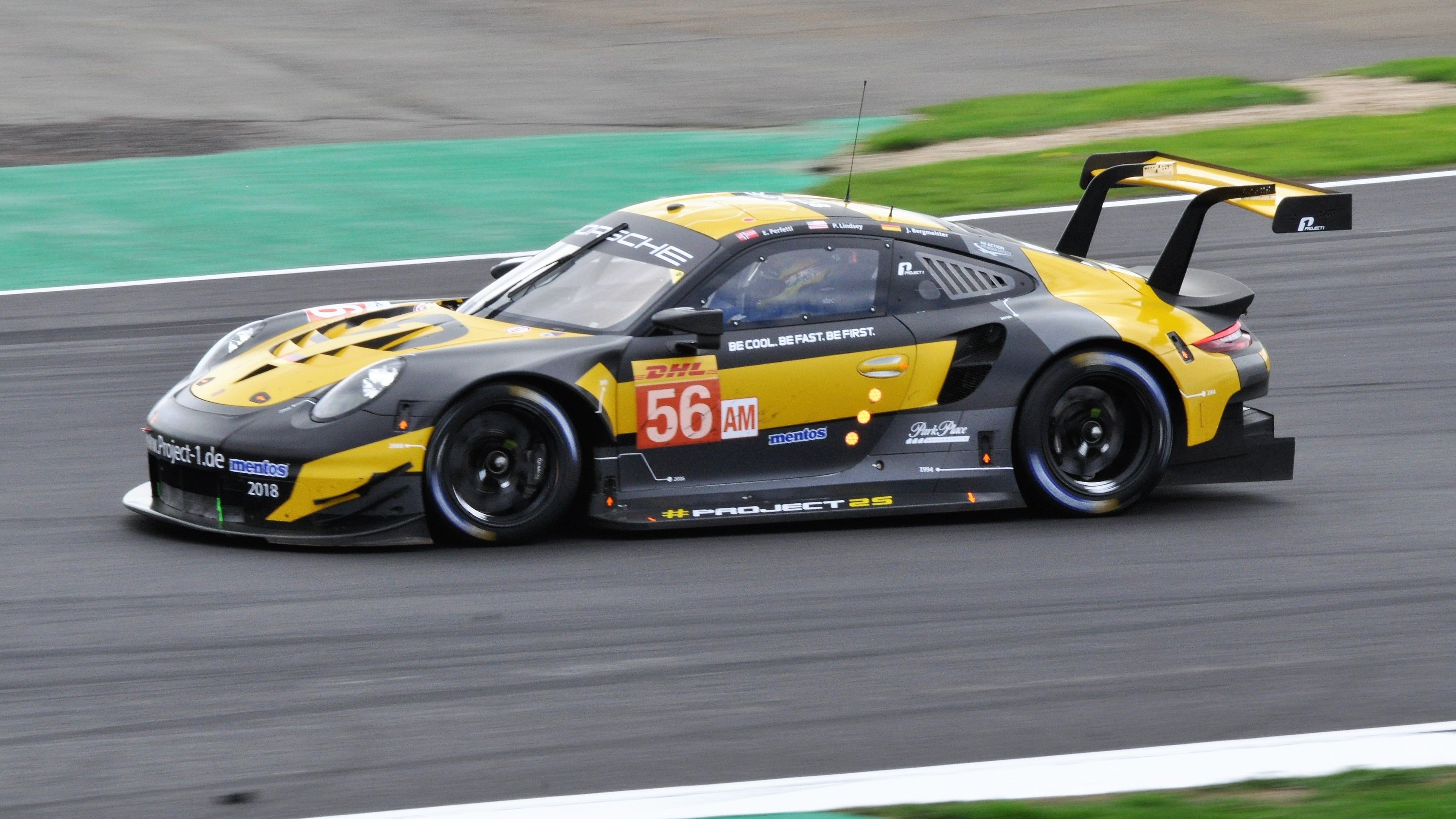
Egidio Perfetti im Porsche 911 RSR beim 6-Stunden-Rennen von Silverstone 2018

Egidio Perfetti (* 5. Juni 1975 in Sorengo) ist ein norwegischer Unternehmer und Autorennfahrer, der auch mit Schweizer Lizenz startet. 

## Unternehmer
Perfetti ist Vorsitzender des Familienunternehmens Perfetti Van Melle, einem italienischen Süßwaren- und Kaugummihersteller. 
Perfetti ist Sohn eines italienischen Vaters und einer norwegischen Mutter. Nachdem er lange Zeit in Asien gelebt hat, wohnt er aktuell in Amsterdam, wo sich auch der Hauptsitz des Familienunternehmens befindet. Obwohl er in der Schweiz geboren wurde, ist er im Besitz einer norwegischen Staatsbürgerschaft.

## Motorsportkarriere
Perfetti begann seine Karriere 2010, als er in der schweizerischen Ausgabe des Porsche Sports Cup antrat. Von 2012 bis 2015 fuhr er im Porsche Carrera Cup Asia an. Im Porsche Carrera Cup Frankreich sowie Porsche Supercup trat er 2015 ebenfalls an. Im folgenden Jahr fuhr er im Michelin GT3 Le Mans Cup und erneut im Porsche Supercup. Dieses Engagement führte er im nächsten Jahr fort, außerdem war er im Porsche Carrera Cup Deutschland und im Porsche Carrera Cup Frankreich zu sehen.
In der FIA-Langstrecken-Weltmeisterschaft 2018/19 fuhr er einen Porsche 911 RSR in der GTE LM-Klasse. 2018 trat er außerdem in der Porsche GT3 Challenge USA und im Porsche Supercup an.

## Statistik

### Le-Mans-Ergebnisse
| Jahr | Team           | Fahrzeug           | Teamkollege     | Teamkollege      | Platzierung             | Ausfallgrund |
| ---- | -------------- | ------------------ | --------------- | ---------------- | ----------------------- | ------------ |
| 2018 | Project 1      | Porsche 911 RSR    | Patrick Lindsey | Jörg Bergmeister | Rang 35                 |              |
| 2019 | Project 1      | Porsche 911 RSR    | Patrick Lindsey | Jörg Bergmeister | Rang 31 und Klassensieg |              |
| 2020 | Team Project 1 | Porsche 911 RSR    | Matteo Cairoli  | Larry ten Voorde | Rang 27                 |              |
| 2021 | Team Project 1 | Porsche 911 RSR-19 | Matteo Cairoli  | Riccardo Pera    | Ausfall                 | Unfall       |

### Einzelergebnisse in der FIA-Langstrecken-Weltmeisterschaft
| Saison  | Team      | Rennwagen       | 1   | 2   | 3   | 4   | 5   | 6   | 7   | 8   |
| ------- | --------- | --------------- | --- | --- | --- | --- | --- | --- | --- | --- |
| 2018/19 | Projekt 1 | Porsche 911 RSR | SPA | LEM | SIL | FUJ | SHA | SEB | SPA | LEM |
| 2018/19 | Projekt 1 | Porsche 911 RSR | 31  | 35  | 19  | 23  | 23  | 22  | 29  | 31  |
| 2019/20 | Projekt 1 | Porsche 911 RSR | SIL | FUJ | SHA | BAH | AUS | SPA | LEM | BAH |
| 2019/20 | Projekt 1 | Porsche 911 RSR | 23  | 25  | 23  | 27  | 22  | 18  | 27  | 13  |
| 2021    | Projekt 1 | Porsche 911 RSR | SPA | POR | MON | LEM | BAH | BAH |     |     |
| 2021    | Projekt 1 | Porsche 911 RSR |     | 19  | 22  | DNF | 19  | 21  |     |     |